# Provincia Manica
Manica este o provincie  în Mozambic. Reședința sa este orașul Chimoio.